# Студентски химн
Счита се, че студентският химн Gaudeamus igitur е използван още през XIII век и авторите му са неизвестни.
Съвременният текст е написан от скитащия немски поет К. В. Киндлебен през 1781 г., а за мелодия е използвана по-рано създадена (1717) песен от Я. Г. Гюнтер.

## Gaudeamus Igitur
1. Gaudeamus igitur, Juvenes dum sumus; (2)
Post jucundam juventutem,
Post molestam senectutem
Nos habebit humus! (2)
2. Vita nostra brevis est, Brevi finietur, (2)
Venit mors velociter,
Rapit nos atrociter,
Nemini parcetur. (2)
3. Ubi sunt qui ante Nos in mundo fuere? (2)
Vadite ad superos,
Transite ad inferos,
Hos si vis videre. (2)
4. Vivat academia, Vivant professores, (2)
Vivat membrum quodlibet,
Vivant membra quaelibet,
Semper sint in flore! (2)
5. Vivant omnes virgines Faciles, formosae, (2)
Vivant et mulieres,
Tenerae, amabiles,
Bonae, laboriosae! (2)
6. Vivat et respublica Et qui illam regit, (2)
Vivat nostra civitas,
Maecenatum caritas,
Quae nos hic protegit! (2)
7. Pereat tristitia, Pereant osores, (2)
Pereat diabolus,
Quivis antiburschius,
Atque irrisores! (2)
8. Quis confluxus hodie Academicorum? (2)
E longinquo convenerunt,
Protinusque successerunt
In commune forum; (2)
9. Vivat nostra societas, Vivant studiosi (2)
Crescat una veritas,
Floreat fraternitas,
Patriae prosperitas. (2)
10. Alma Mater floreat, Quae nos educavit; (2)
Caros et commilitones,
Dissitas in regiones
Sparsos, congregavit; (2)

## Поетичен превод
Превод от латински:
1. Нека бъдем весели, докато младеем; (2)
След щастливата ни младост,
След досадната ни старост
В гроба ще изтлеем! (2)
2. Кратък е животът ни, краят ни пристига, (2)
Че смъртта се приближава,
И наред ни покосява,
Всекиго застига. (2)
3. И къде са тези, що преди нас са били? (2)
В рая с песен да отлита,
В ада страшен да се скита,
Който ще да види. (2)
4. Нека вечно да живей, който преподава, (2)
От мъжете, всеки да е,
От жените, всяка да е,
Нека преуспяват! (2)
5. Да живеят девите, мили и красиви, (2)
Да живеят и жените,
Дето нежно ни обичат,
Кротки, работливи! (2)
6. Да живей държавата, и който управлява, (2)
Да живее и градът,
В мецената милостта,
Която ни дарява! (2)
7. Отминава мъката, мерзостта умира, (2)
И загива сатаната.
Също, който против нас е,
Или се присмива! (2)
8. С Академията днес кой се запознава? (2)
Отдалече идват тука,
Смело всяка несполука
Дружно побеждават; (2)
9. Общността ни да живей, учените също! (2)
Правдата се извисява,
Братството ни силно става,
Страната ни – могъща. (2)
10. Алма Матер да цъфти, да ни обучава; (2)
Хора близки, наши братя,
Скитащи се из страната,
тя обединява; (2)

## Традицията днес
Студентският химн звучи при особено тържествени събития в университетите и висшите училища – при откриването и закриването на учебната година, при завършването на випуск, при награждаването на студенти и преподаватели. При изпълнението на химна е редно присъстващите да се изправят. Обикновено се изпълняват само първият и четвъртият куплет:
1. Да се веселим, докато сме млади
След радостната младост
След отегчителната старост
Ще ни приеме земята (в смисъл „Ще ни приеме смъртта“ – бел. прев.)
4. Да живее Академията, да живеят преподавателите,
Да живее всеки,
Да живеят всички!
Нека всичко да цъфти